# Modisimus chickeringi
Modisimus chickeringi är en spindelart som beskrevs av Willis J. Gertsch 1973. Modisimus chickeringi ingår i släktet Modisimus och familjen dallerspindlar.
Artens utbredningsområde är Panama. Inga underarter finns listade i Catalogue of Life.